# Tzompantli

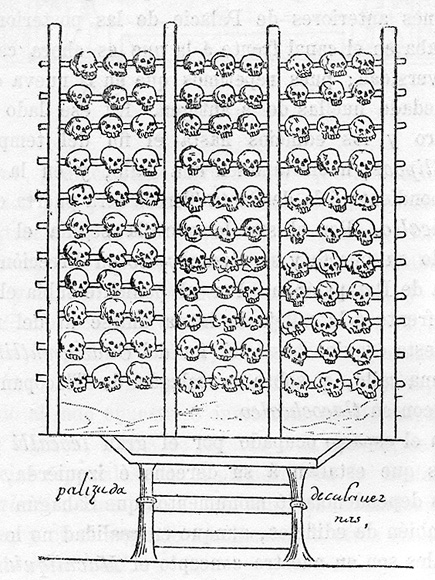
Tekening uit de Azteekse codices

Een tzompantli was in Meso-Amerika een rek waarop de schedels van mensenoffers publiekelijk tentoongesteld werden. Het woord tzompantli komt uit het Nahuatl en betekent zoiets als schedelmuur.

## Azteken
De Azteken probeerden tijdens de Bloemenoorlog zo veel mogelijk krijgsgevangenen te maken om te offeren, waarna de schedels van de geofferden op het tzompantli werden gezet. De schedels werden meestal horizontaal gespietst waarbij een stok van de ene slaap naar de andere slaap door de hersenen werd gedreven.
Hoewel enkele kleinere schedelrekken werden teruggevonden, beschreven de conquistadores een zeer grote tzomplantli met schedeltorens die wel 130.000 schedels zou bevatten. Dit schedelrek zou gebouwd zijn voor de Templo Mayor van Tenochtitlan, maar werd lang beschouwd als een historische overdrijving. Tot archeologen van het Nationaal Instituut voor Antropologie en Geschiedenis bij graafwerken voor een bouwproject in Mexico-Stad restanten van de grote tzompantli en schedeltorens terugvonden. De tzompantli zou 35 m lang geweest zijn, 12 à 14 m breed en 4 tot 5 m hoog. De archeologen schatten dat de teruggevonden delen opgericht werden tussen 1486 en 1502. Zo'n 60% van de onderzochte schedels zouden van jonge mannen tussen de 20 en 35 jaar zijn, maar 38% waren vrouwen en 2% kinderen.

## Maya's
Ook bij de Mayacultuur zijn deze schedelrekken aangetroffen en bij Chichén Itzá is een reliëf van een schedelrek in goede staat te vinden. In tegenstelling tot de Azteken werden de schedels bij de Maya's meestal verticaal gespietst.